# Parmotrema sulphuratum
Parmotrema sulphuratum är en lavart som först beskrevs av Nees & Flot., och fick sitt nu gällande namn av Hale. Parmotrema sulphuratum ingår i släktet Parmotrema och familjen Parmeliaceae.   Inga underarter finns listade i Catalogue of Life.